# 鮑承蔭
鮑承蔭（1527年—？），字子傳，號继田，山西潞安府長治縣人，民籍，明朝政治人物。

## 生平
嘉靖三十一年（1552年）壬子科山西鄉試第三十名举人，三十五年（1556年）丙辰科会试二百四十二名，第三甲第二名進士。工部观政，授中書舍人，三十八年九月考选浙江道試監察御史，三十九年三月實授，四十年巡按陕西，又巡视陕西茶马，四十四年正月充礼部会试監試官，四十五年巡按顺天，本年升大名兵备河南按察司副使，隆慶二年（1568年）三月升山东右参政。六年闰二月復除原职，十月升河南按察使，万历二年（1574年）正月升河南右布政使，三年六月改左布政，四年四月巡视太仓银库吏科右给事中李盛春弹劾其侵克解银，罢官听勘，卒于家。

## 家族
曾祖鮑智，典史；祖父鮑才，贈知縣；父鮑龍，前刑部主事。母秦氏（贈孺人）；繼母秦氏（封孺人）。兄承恩、承志、承事、承先，俱生员；弟承訓（生员）、承嗣、承業、承芸、承華、承善。